# Nucula schencki
Nucula schencki is een tweekleppigensoort uit de familie van de Nuculidae. De wetenschappelijke naam van de soort is voor het eerst geldig gepubliceerd in 1940 door Hertlein & Strong.